# Johann Matthäus Faber

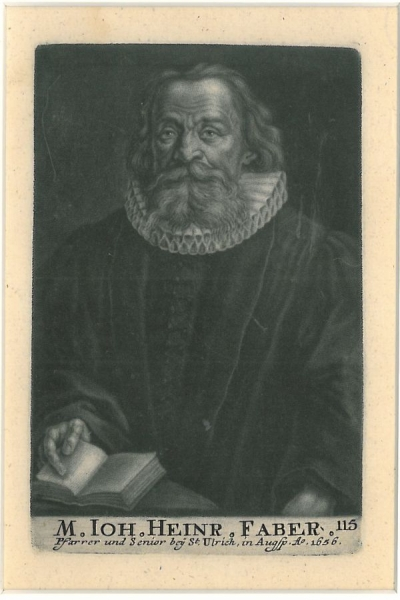
Johann Heinrich Faber (1592–1661)

Johann Matthäus Faber (* 24. Februar 1626 in Augsburg; † 25. September 1702 in Heilbronn) war ein deutscher Mediziner und von 1660 bis 1670 Leibarzt der Herzöge von Württemberg-Neuenstadt und danach Stadtarzt von Heilbronn. Er hat zahlreiche Schriften verfasst, darunter auch die Historiae Heilbrunnenses, eine frühe Geschichte der Stadt Heilbronn.

## Familie
Faber entstammte einer alten Weinsberger Seilerfamilie. Er wurde als Sohn von Johann Heinrich Faber (geb. 1592 in Weinsberg; gest. 1661 in Augsburg) geboren, der in Tübingen Theologie studiert und seinen Familiennamen Schmidt in die lateinische Form Faber geändert hatte. Der Vater hatte eine kirchliche Laufbahn eingeschlagen und war Pfarrer an der Augsburger Barfüßerkirche.

## Leben
Johann Matthäus Faber besuchte in Augsburg das Anna-Gymnasium, bevor er 1646 ein Medizinstudium in Tübingen begann, das er in Straßburg und Padua fortsetzte und 1653 mit dem medizinischen Doktorgrad abschloss. 1654 wurde er Stadtphysikus in Wimpfen, wechselte jedoch rasch nach Esslingen und aufgrund eines noch lukrativeren Angebotes schließlich 1660 als Hof- und Leibmedikus des Hauses Württemberg-Neuenstadt nach Neuenstadt am Kocher. 1670 wechselte Faber als Stadtphysikus nach Heilbronn. Diese Stellung hatte er bis zu seinem Tod 1702 inne.
Bereits in Neuenstadt knüpfte er Kontakt zu dem französischen Arzt und Gelehrten Charles Patin, auf den 1683 Fabers Aufnahme in die Leopoldina zurückgehen dürfte. Faber erhielt dort den Beinamen Plato I. und veröffentlichte in den Akademie-Veröffentlichungen wissenschaftliche Beiträge zu unterschiedlichen Themen. Er korrespondierte mit dem Leopoldina-Mitglied Salomon Reisel (1625–1701). Insgesamt 53 Briefe dieser Korrespondenz sind erhalten. Ebenso befasste sich Faber bereits in Neuenstadt und später auch in Heilbronn mit der Erforschung von Altertümern. Er ließ mehrere Funde aus römischer Zeit ausgraben und in seine Wohnung bringen, wo er die Inschriften zu entziffern versuchte.

## Werk
Fabers Werk umfasst unter anderem zahlreiche wissenschaftliche Aufsätze für die Akademie der Naturforscher, darunter eine Schrift über Meerbälle (Pilae marinae), eine Schrift über angebliche Naturwunder auf den Feldern bei Heilbronn nach der Verwüstung durch die Franzosen 1689 sowie die astrologische Schrift Vindicae astrologiae. Nicht zum Druck gelangt ist eine fragmentarisch als Manuskript erhaltene Abhandlung über das Klopfen von lebendig begrabenen Personen. Sein medizinisches Hauptwerk Strychnomania – Explicans Strychni manici antiquorum, vel Solani furiosi recentiorum, historiae monumentum, indolis nocumentum, Antidoti documentum. Quam, occasione stragis, qua crebritate, qua celeritate, qua gravitate mirabiliter noxifera, in Ducali Würtemberg. sede, quae est Neostadii ad Cocharum, obortae, Anno 1667 prid. Kal. Septembris Styl. Jul… beschäftigt sich mit den Auswirkung der Vergiftung durch Tollkirschen, die 13 Personen 1667 in Neuenstadt ereilt hatte, und beschreibt außerdem die Arzneiwirkung verschiedener Nachtschattengewächse. Im Jahr 1669 erschien seine Schrift Bethesda Roeghemiana, die die Untersuchung der 1668 in Roigheim entdeckten Heilquelle zum Inhalt hatte.
Sein Wirken in Heilbronn umfasst die Ausarbeitung der Heilbronner Medizinalordnung und die Erstellung der Historiae Heilbrunnenses, einer frühen Stadtgeschichte. Faber war auch zeichnerisch talentiert, so dass er vom Rat der Stadt Heilbronn mehrfach mit Darstellungen des Stadtbildes beauftragt wurde. Außerdem wirkte er als Sachverständiger bei den Planungen zum Wiederaufbau des 1688 zerstörten Hafenmarktturms mit.

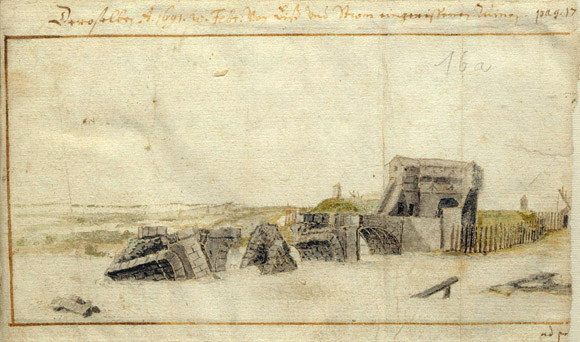
Abbildung der 1691 zerstörten Heilbronner Neckarbrücke aus Fabers Chronik

Die Historiae Heilbrunnenses wurden von Faber nur handschriftlich verfasst und gliederten sich in die zwei Teile Topographica (kurzer geschichtlicher Abriss, Beschreibung der Stadt und ihrer Umgebung sowie Beschreibung des Gemeinwesens) und Chronologica (chronologische Aufzeichnung der geschichtlichen Ereignisse). Die historischen Ereignisse hat er teilweise aus den älteren Chroniken von Johann Georg Dürr (um 1600) und Sebastian Hornmold d. J. (frühes 17. Jahrhundert) sowie aus den Heilbronner Weinbüchlein übernommen. Die eigentlichen Urkunden und Akten der Stadt hat Faber nur in sehr geringem Umfang herangezogen, so dass die historischen Schilderungen seiner Chronik nur von geringem wissenschaftlichen Wert sind. Faber hat die Chronik bis kurz vor seinem Tod fortgeschrieben. Rund drei Viertel der Chronologica sind daher den Jahren ihrer Entstehung von 1688 bis 1702 gewidmet. Dieser Teil der Chronik ist eine nüchterne Schilderung des damaligen Geschehens, darunter insbesondere die Beschreibung der französischen Besetzung der Stadt, und ist von größerem stadtgeschichtlichen Wert. Die handschriftliche Chronik kam im 19. Jahrhundert in Privatbesitz und entging damit der Zerstörung eines großen Teils des städtischen Archivbestands beim Luftangriff auf Heilbronn im Dezember 1944.